# Bellator gymnostethus
Bellator gymnostethus är en fiskart som först beskrevs av Gilbert 1892.  Bellator gymnostethus ingår i släktet Bellator och familjen knotfiskar. IUCN kategoriserar arten globalt som livskraftig. Inga underarter finns listade.